# Sombra verde
Sombra verde és una pel·lícula mexicana de 1954 del director Roberto Gavaldón, basada en la novel·la homònima de l'escriptor Ramiro Torres Septien. El film està en blanc i negre i va ser rodada en pel·lícula de 35 mm. Va ser guanyadora del premi Ariel a la millor coactuació masculina i el premi Ariel a la millor fotografia.

## Sinopsi
Federico, un enginyer de la capital, és enviat per una companyia química a la regió de Papantla a la sierra veracruzana, a buscar l'arrel de candelera, de la qual s'obté la cortisona. Pedro, un indígena de la regió el guia a través de la selva, però es perden. Federico és mossegat per una serp i Pedro el cura, però després aquest és mossegat per una altra serp i mor.
L'enginyer decideix portar el seu cadàver en una muntura, i en passar per un pont de cordes un home anomenat Santos en talla les lligadures, ocasionant que Federico caigués al riu. Neda fins a la riba i queda desmaiat. En despertar es troba en una barraca amb Santos, qui li diu que quan curi de la seva cama ha d'anar-se.
La filla de Santos, Yáscara el salva i s'enamora d'ell. Uns homes amaguen a Federico, quedant-se Yáscara sola, per la qual cosa el seu pare li diu que si ell la vol, tornarà.

## Repartiment
- Ricardo Montalbán - Federico Gascón
- Ariadna Welter - Yáscara
- Victor Parra - Ignacio Santos
- Jorge Martínez de Hoyos - Pedro González
- Miguel Inclán - Máximo
- Jaime Fernández -Bernabé
- Roberto G. Rivera  - Teniente
- Enriqueta Reza - Victorina
- Ana María Villaseñor